# Спенсер-Черчилль, Джордж, маркиз Блэндфорд
Джордж Джон Годольфин Спенсер-Черчилль, маркиз Блэндфорд (англ. George John Godolphin Spencer-Churchill, Marquess of Blandford; род. 28 июля 1992) — британский аристократ и будущий пэр Англии. Старший сын Чарльза Джеймса Спенсер-Черчилля, 12-го герцога Мальборо (род. 1955 году), и его первой жены Ребекки Мэри Фью Браун. Дальний родственник премьер-министра Великобритании сэра Уинстона Черчилля и принцессы Дианы Уэльской. Он является наследником герцогства Мальборо. Маркиз Блэндфорд известный игрок в поло и является моделью и послом бренда для La Martina, аргентинской линии одежды и оборудования для одежды для поло.
Со дня рождения носил титул учтивости графа Сандерленда (1992—2014). В 2014 году, когда его отец стал 12-м герцогом Мальборо, он получил титул учтивости маркиза Блэндфорда.

## Ранние годы и семья
Родился 28 июля 1992 года в Бленхеймском дворце в Вудстоке (графство Оксфоршир).
Лорд Джордж Спенсер-Черчилль сын Чарльза Джеймса Спенсер-Черчилля, 12-го герцога Мальборо и его первой жены, Марии Ребекка Фью Браун. Лорд Блэндфорд также является дальним родственником премьер-министра Великобритании сэра Уинстона Черчилля (двоюродный брат его прапрадедушки) и принцессы Дианы Уэльской (её девятиюродный брат). Маркиз Блэндфорд является так же потомком Консуэло Вандербильт (первой жены 9-го герцога Мальборо).
Он и его семья примечательны тем, что участвовали в громких судебных спорах в 1993 году, когда его дед по отцовской линии (11-й герцог Мальборо) стремился лишить наследства отца лорда Бландфорда. Поскольку его отец имел неоднозначное прошлое, в том числе отбывал срок в тюрьме за подделку рецептов и агрессивное поведение на дороге, лорд Блэндфорд был объявлен финансовым бенефициаром имущества деда. Его наследство включает в себя впечатляющий Бленхеймский дворец, 187-комнатный особняк площадью 2000 акров в графстве Оксфордшир.

## Образование и карьера
Лорд Блэндфорд получил образование в школе Хэрроу, где он был капитаном школьной команды поло. С 2011 по 2014 год он посещал Университетский колледж Лондона, где изучал градостроительство. В марте 2015 года он начал работать в качестве авиационного брокера в JLT Group в Лондоне. В 2019 году он стал брокером в лондонском офисе американской страховой брокерской компании Arthur J. Gallagher & Co..

## Последующая деятельность
Он начал выступать в качестве посла бренда в линии одежды и аксессуаров для одеяния и аксессуаров «La Martina» в 2015 году. Его команда «Бленхейм Поло» играет в Клубе Поло в парке Сайренсестер в Глостершире.
В декабре 2018 года он успешно пересек Атлантику за 35 дней, заняв второе место в «Talisker Whisky Atlantic Challenge». Впоследствии он установил мировой рекорд Гиннеса как самая быстрая команда из четырёх человек, которая пересекла Атлантику с востока на запад. В процессе он собрал более 850 000 фунтов стерлингов для детской благотворительной акции.

## Личная жизнь
27 ноября 2017 года было объявлено о помолвке Джорджа маркиза Блэндфорда с дизайнером интерьеров Камиллой Элизабет Антонией Торп (ныне именуемой маркизой Блэндфорд), происходящей из семьи Темпест баронетов Тонг из Йоркшира, (род. 7 апреля 1987 года). Свадьба состоялась 8 сентября 2018 года в церкви Марии Магдалины в Вудстоке. На свадьбе присутствовали леди Виолет Меннерс, лорд и леди Бэмфорд, Эндрю Паркер-Боулз и лорд Милфорд Хейвен.
У них две дочери:
- леди Олимпия Арабелла Китти Спенсер-Черчилль (род. 10 сентября 2020)[22];
- леди Леонора Элиза Крессида Спенсер-Черчилль (род. 7 декабря 2024)[23]

.